# Walachen (Serbien)

Verbreitung der rumänischen Bevölkerung in Serbien & Montenegro, 2002

Die Walachen bilden eine nach der Volkszählung von 2002 etwa 40.000 Angehörige zählende nationale Minderheit in Serbien. Ihr Siedlungsgebiet, die ostserbische Bergregion zwischen den Flüssen Donau, Morava und Timok, zählt zu den serbischen Bezirken Braničevo, Bor, Zaječar und Pomoravlje.
Die Walachen aus Serbien sind ethnische Rumänen und werden seit 2007 als eine nationale Minderheit neben der in der Vojvodina beheimateten rumänischen Minderheit gezählt. Anders als im Falle der Rumänen aus der autonomen Provinz Vojvodina, wo Rumänisch eine regionale Amtssprache bildet, sind die Rechte der Walachen aus Zentralserbien deutlich eingeschränkt. Die Walachen sind orthodoxe Christen.

## Begriffserklärung
Das Wort Walache zur Bezeichnung einer Volksgruppe ist in Südosteuropa weit verbreitet. Damit wird meistens die balkanromanische Bevölkerung gemeint. Auch im früheren Jugoslawien taucht der Begriff Walachen (vlasi) auf, nämlich als Bezeichnung für eine Nationalität. In den Volkszählungen der SFR Jugoslawien wurde sowohl die aromunisch, als auch die meglenorumänisch sprechende Bevölkerung der Teilrepublik Mazedonien, die istrorumänische sprechende Bevölkerung der Teilrepublik Kroatien und die rumänischsprachige Bevölkerung im Osten Zentralserbiens als Walachen zusammengefasst. In der muttersprachlichen rumänischen Eigenbezeichnung nennen sie sich rumân (Plural: rumâni), in der serbischen Sprache bezeichnen sie sich selbst als vlah (Plural: vlasi). In den serbischen Volkszählungen, die noch vor dem Ersten Weltkrieg stattgefunden haben, werden alle Walachen als „Rumänen“ gezählt.

## Sprache und Kultur
Siehe auch Hauptartikel Walachen

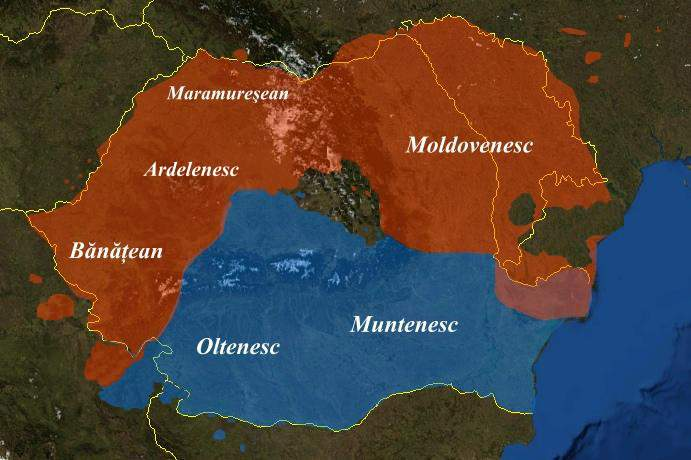
Rumänische Mundarten

Die Walachen im Osten Serbiens sprechen die Mundart Oltenesc, die sich der südrumänischen Gruppe anschließt, und Bănățean, die der nordrumänischen Gruppe gehört. Im 20. Jahrhundert sind viele serbische Wörter eingedrungen, vor allem solche, die der modernen Lebensführung kennzeichnend sind (z. B. technische). Aus der rumänischen Sprache konnten diese Begriffe wegen des fehlenden rumänischen Schulunterrichts nicht entliehen werden. Bei der rumänischsprachigen Bevölkerung der Vojvodina ist der Einfluss der serbischen Sprache, aufgrund des dortigen rumänischen Schulunterrichts deutlich geringer.
Die Folklore ist rumänisch geprägt. In den Dörfern haben sich Traditionen erhalten, die sonst nur noch im südwestlichen Rumänien zu finden sind. Die Volkstrachten der Männer entsprechen denen aus der Walachei. Deren „Mütze“, die auch in der gesamten Walachei verbreitet ist, wurde bereits von den nördlichen Thrakern (Dakern) getragen und ist auch auf der Trajanssäule in Rom abgebildet. Die Trachten der Frauen zeigen hingegen Parallelen zu den Banat-rumänischen.
Zu den Instrumenten der traditionellen Volksmusik gehören die Schäferflöte svirala, eine in Serbien weit verbreitete Kernspaltflöte, die mit der bulgarischen swirka sprachverwandt ist. Eine längere Flöte dieses Typs, die als duduk bekannt ist, wurde üblicherweise in einem Ensemble mit acht Musikern gespielt, gelegentlich ergänzt um eine bubanj genannte Zylindertrommel. Eine Besonderheit in der Volksmusik der serbischen Walachen ist die früher paarweise nur von Frauen gespielte Eintonflöte dudurejš. Männer blasen am Georgstag die drei Meter lange Rindentrompete rikalo (von serbisch rikati, „brüllen“) oder bušen, die ähnlich in Kroatien und Bosnien auch als borija bekannt ist.

## Geschichte

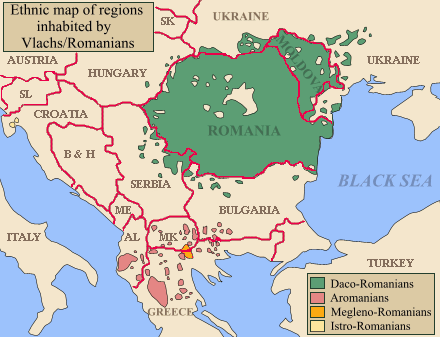
Das Verbreitungsgebiet der vier balkanromanischen (walachischen) Sprachen. In den Gebieten außerhalb Rumäniens und Moldawiens bildet die romanischsprachige Bevölkerung meistens eine Minderheit

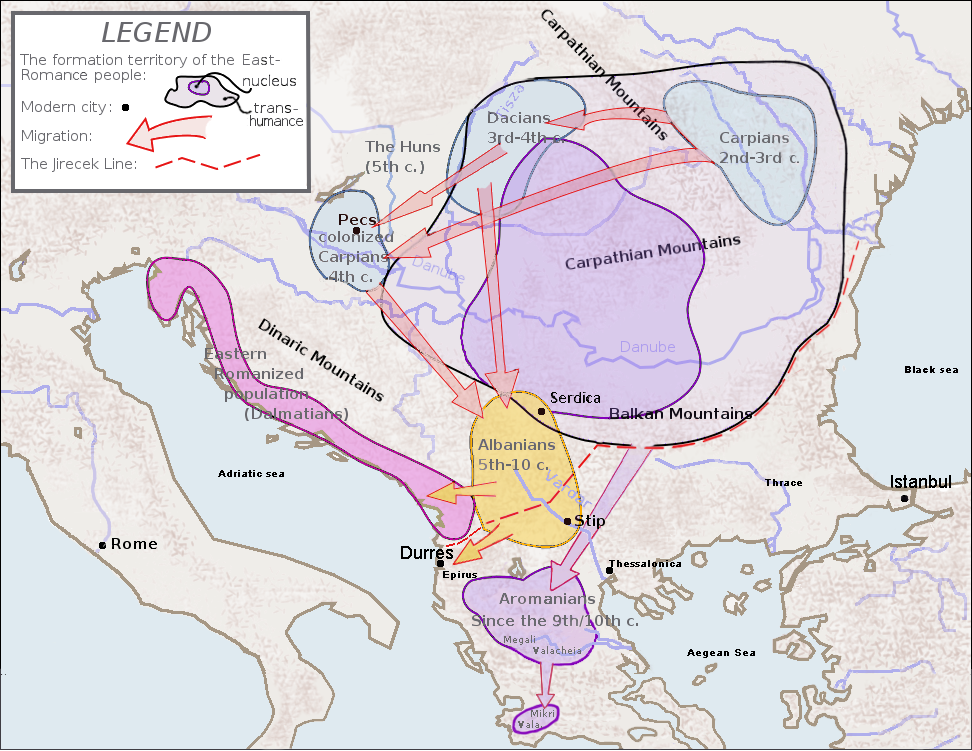
Die rumänische Ethnogenese laut der Kontinuitätstheorie

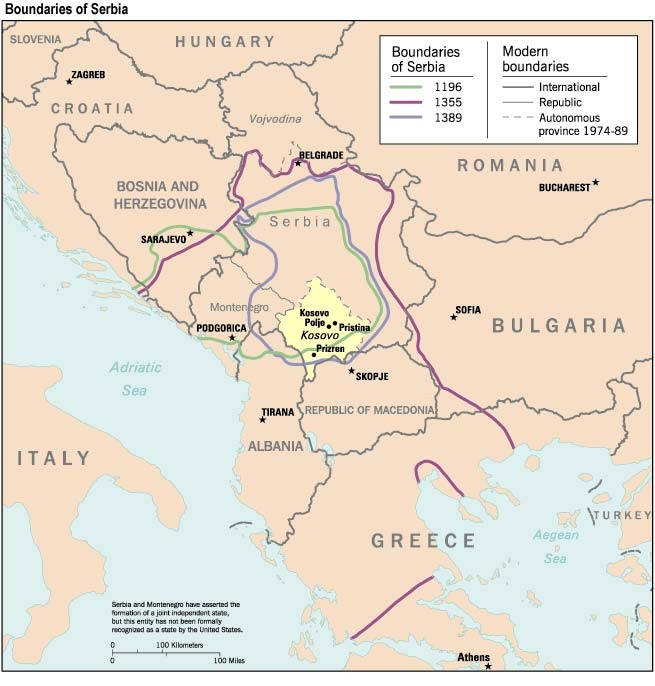
Die Grenzen des mittelalterlichen Serbien

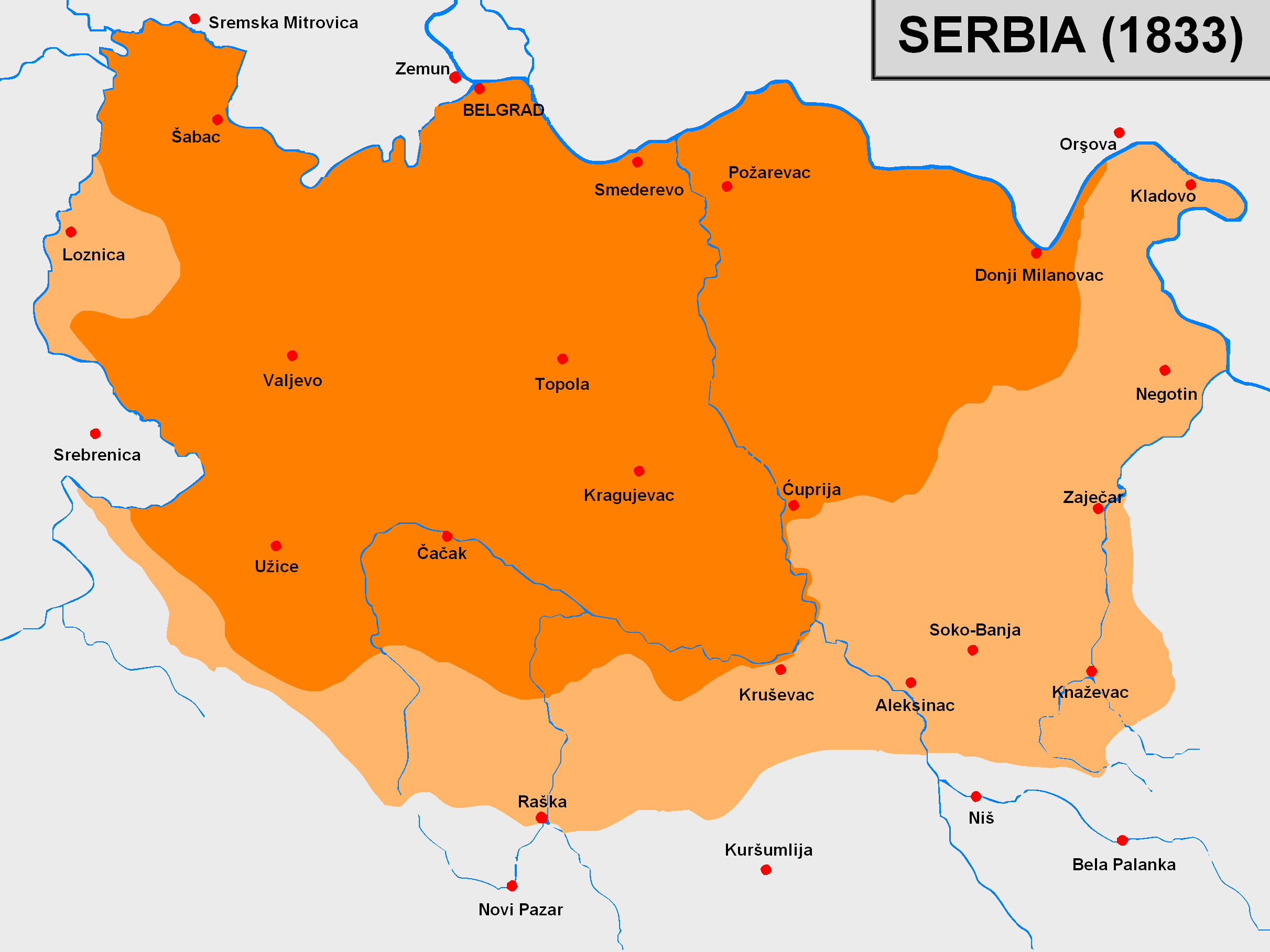
Die territorialen Erweiterungen Serbiens 1833

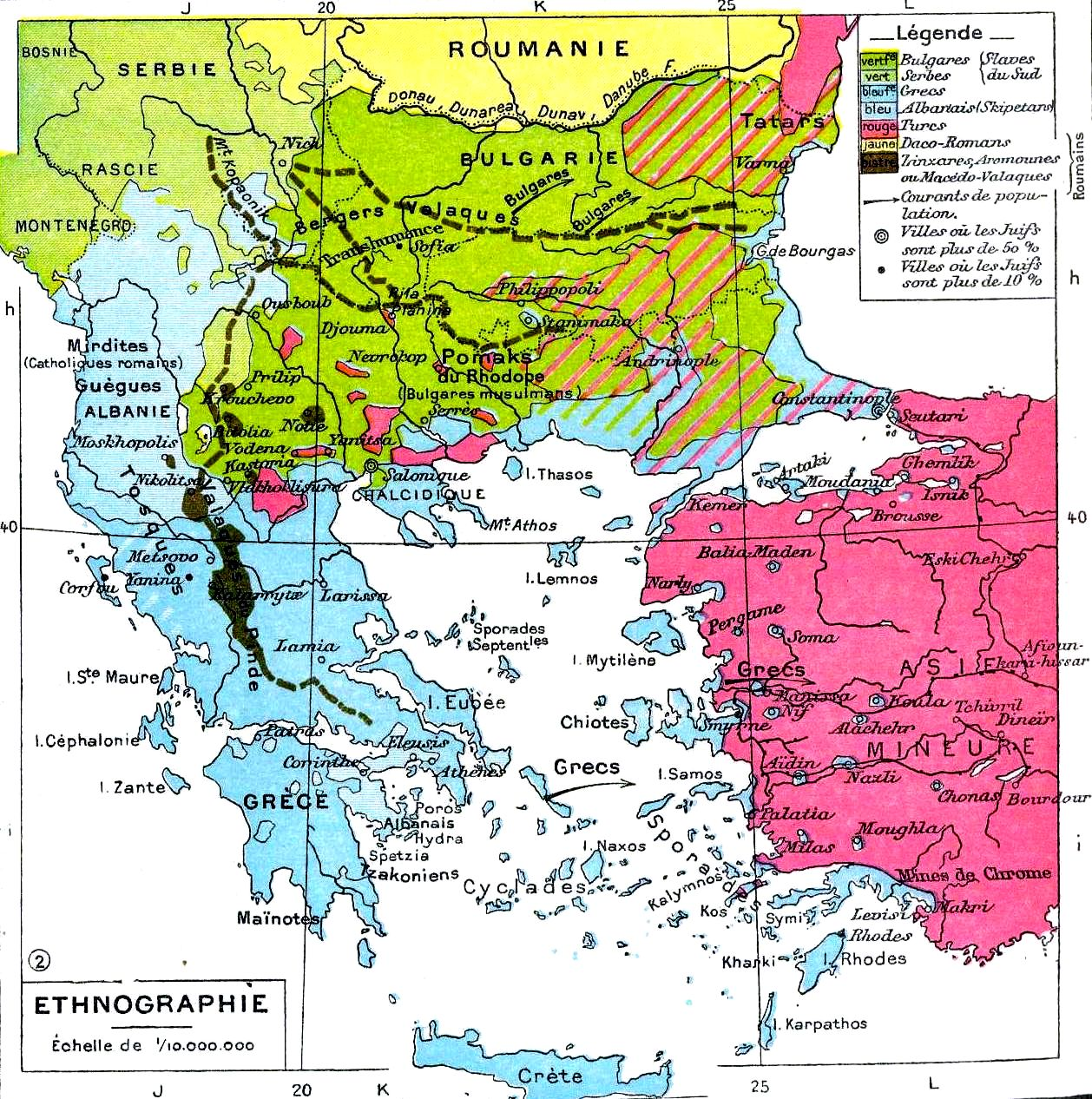
Ethnische Karte der Balkanhalbinsel vor dem Ersten Balkankrieg, erstellt von Paul Vidal de la Blache

Die Herkunft der Walachen in Ostserbien ist umstritten. Während die serbische Seite sie gerne als Einwanderer aus der benachbarten Walachei bezeichnet, bilden sie für die rumänische Seite die romanische Restbevölkerung aus der Römerzeit. Im spätrömischen Reich nämlich bildete das heutige Ostserbien Teile der Provinzen Dacia ripensis und Moesia prima. Vor der osmanischen Eroberung gehörte das Gebiet meistens dem Bulgarischen Reich. Auch bei der größten Ausdehnung des Serbischen Reiches um 1355 wurde nur der westliche Teil des heutigen walachischen Siedlungsraumes (bis zu den Bergkämmen des Serbischen Erzgebirges) einverleibt. Zugleich war es nie Teil des auf der anderen Seite der Donau liegenden Fürstentums Walachei. Am Anfang des 19. Jahrhunderts wurde das Gebiet Teil der Keimzelle des neuen serbischen Staates. Bei der Gründung des Serbischen Fürstentums im Jahr 1817 gehörte der westliche Teil des Serbischen Erzgebirges zu Serbien. Erst nach dem Frieden von Adrianopel von 1829 und dem darauffolgenden Abkommen vom 10. Juni 1833 über den Status Serbiens gegenüber der Pforte wurde die östliche Grenze Serbiens am Fluss Timok festgelegt. Seither sind die Walachen Bürger Serbiens bzw. Jugoslawiens. Infolge des Vertrags von Neuilly (1919) erhielt das Königreich der Serben, Kroaten und Slowenen auch einen kleinen Landstrich zwischen dem Fluss Timok und dem Balkangebirge, in dem ebenfalls rumänisch gesprochen wird.
Die Zahl und der Anteil der walachischen Bevölkerung in Ostserbien war gemäß der jugoslawischen Volkszählung von 1921 (*):
- In der Region Timočka Krajina:
  - Bezirk Ključ: 15.037 (86,5 %)
  - Brza Palanka: 13.918 (82,2 %)
  - Poreč: 9.384 (72,7 %)
  - Negotin: 17.325 (45,1 %)
  - Krajina: 5.940 (28,8 %)
  - Boljevac: 17.856 (55,7 %)
  - Zaječar: 15.921 (31,5 %)
- In der Region Braničevo:
  - Ram: 3.251 (10,3 %)
  - Mlava: 11.983 (26 %)
  - Morava: 5.085 (17 %)
  - Zvižd: 11.356 (57,6 %)
  - Homolje: 11.622 (56,6 %)
- In der Region Pomoravlje:
  - Resava: 2.380 (8,3 %)
  - Despotovac: 1.836 (8,7 %)
  - Belica: 739 (1,8 %)
  - Paračin: 599 (1,4 %)
  - Temnić: 295 (1,3 %)

(*)Es ist zu beachten, dass die Flächendeckung der damaligen Verwaltungseinheiten nicht immer der aktuellen entspricht. Nur die Einheiten mit einem walachischen Bevölkerungsanteil von Mindestens 1 % sind erwähnt.

## Bevölkerungszahlen und Minderheitenrechte
Bei der Volkszählung von 2002 im engeren Serbien und in der Vojvodina bezeichneten sich 40.054 Personen als Walachen, 39.953 davon mit Wohnsitz im engeren Serbien. Der Bezirk mit dem größten walachischen Bevölkerungsanteil ist mit 11,22 % der Bezirk Bor (Braničevo 7,02 %, Zaječar 5,20 %, Pomoravlje 0,90 %). In keiner Großgemeinde erreichen die Walachen eine relative oder absolute Mehrheit. Über die größten walachischen Bevölkerungsanteile verfügen die Großgemeinden Opština Boljevac (Bezirk Zaječar) mit 26,26 % und Kučevo (Bezirk Braničevo) mit 27,67 %. Die Großgemeinde mit der höchsten Anzahl von Walachen ist allerdings Bor mit 10.064 (18,03 %).
Wie viel diese Zahlen aussagen, ist ziemlich unsicher. Man rechnet mit mehreren Hunderttausend rumänischsprachige Personen in Ostserbien (bei der serbischen Volkszählung von 1895 wurden in Ostserbien 159.510 „Rumänen“ (rumuni) verzeichnet, bei der jugoslawischen Volkszählung 1921 142.773 Rumänen/Zinzaren, bei der Volkszählung von 1953 nur 36.728 „Walachen“ (vlasi), dafür aber weitere 198.728 „Serben mit walachischer Muttersprache“). Ethnische Karten aus der Zeit des Königreichs Jugoslawien weisen noch große Gebiete in Ostserbien als walachische Mehrheitsgebiete aus. Nach dem Zweiten Weltkrieg aber ging die Anzahl der Walachen sprunghaft zurück. Bei der Volkszählung von 1981 bezeichneten sich in Serbien lediglich 25.596, 1991 nur noch 17.807 Personen als Walachen. Umso erstaunlicher erscheint das aktuelle Volkszählungsergebnis von 40.054 Walachen in Serbien. Ebenfalls haben in Ostserbien 4.157 Personen ihre ethnische Herkunft als „rumänisch“ angegeben (serb. rumuni) – 1991 waren es nur 42 Personen. Diese Tatsache und die in den letzten Jahren immer lautere Forderungen nach ähnlichen Rechten wie die der Rumänen aus der Vojvodina (muttersprachlicher Schulunterricht und Gottesdienste in rumänischer Sprache), lässt ein wachsendes rumänisches Nationalbewusstsein unter ihnen vermuten. Dennoch haben viele Walachen ein serbisches Nationalbewusstsein und deklarieren sich bei den Volkszählungen immer noch als „Serben“ (auch wenn die Zahl solcher anscheinend abnimmt). Das ist ein Ergebnis der seit dem Anfang des 19. Jahrhunderts eingeleiteter Serbisierungspolitik: nie wurde der rumänischsprachigen Minderheit rumänischsprachiger Unterricht angeboten, orthodoxe Gottesdienste durften nur in serbischer Sprache abgehalten werden. Neugeborene konnten nur mit serbischen Vornamen getauft werden und die rumänischen Familiennamen wurden serbisiert, indem die Endung -ić oder -ović hinzugefügt wurde – z. B. der rumänische Iepure (rum. Hase) wurde Iepurović, der rumänische Craciun (rum. Weihnachten) wurde Cračiunović, der rumänische Paun (rum. Pfaun) wurde Paunović usw. Im Jahre 1948 wurden die lokalen rumänischsprachigen Zeitschriften Vorba noastră (rum. Unsere Sprache) und Lucrul nostru (rum. Unsere Arbeit), sowie der rumänischsprachige Sender von Radio Zăiceari als Reaktion auf die schlechte Behandlung der serbischen Minderheit im damals stalinistischen Rumänien (Deportation in die Bărăgan-Steppe) verboten.
Die rumänischsprachige Minderheit in der Vojvodina kann sich hingegen nicht über fehlende Minderheitenrechte beklagen, da sich Jugoslawien mit dem Vertrag von Trianon 1920 verpflichtet hatte, die Rechte der hier lebenden Minderheiten zu gewährleisten. Diese Rechte wurden immer eingehalten. Während in Vršac (Vojvodina) ein rumänisches Konsulat bereits existiert, verhandeln die rumänischen und serbischen Behörden über die Einrichtung eines zweiten Konsulats des Nachbarstaates in Bor.

## Politik
Die rumänische Europapolitik hat 2012 die Zustimmung zu einem EU-Kandidatenstatus Serbiens von einem Eingehen Serbiens auf rumänische Forderungen nach Anerkennung der Walachen als rumänische Minderheit gemacht.

## Volkszählung 2002
Diese folgende Tabelle schlüsselt den Anteil der walachischen Bevölkerung in den betreffenden serbischen Bezirken auf. Die Daten beruhen auf der Volkszählung von 2002.
| Die Zahl der Walachen in Ostserbien laut der Volkszählung von 2002 und die Schätzungen der walachischen/rumänischen Organisationen in Serbien                                                      | Die Zahl der Walachen in Ostserbien laut der Volkszählung von 2002 und die Schätzungen der walachischen/rumänischen Organisationen in Serbien | Die Zahl der Walachen in Ostserbien laut der Volkszählung von 2002 und die Schätzungen der walachischen/rumänischen Organisationen in Serbien | Die Zahl der Walachen in Ostserbien laut der Volkszählung von 2002 und die Schätzungen der walachischen/rumänischen Organisationen in Serbien | Die Zahl der Walachen in Ostserbien laut der Volkszählung von 2002 und die Schätzungen der walachischen/rumänischen Organisationen in Serbien | Die Zahl der Walachen in Ostserbien laut der Volkszählung von 2002 und die Schätzungen der walachischen/rumänischen Organisationen in Serbien | Die Zahl der Walachen in Ostserbien laut der Volkszählung von 2002 und die Schätzungen der walachischen/rumänischen Organisationen in Serbien |
| Verwaltungseinheit (Bezirk und Großgemeinde) | Einwohnerzahl 2002 | Walachen 2002 | Geschätzte Zahl (%) | | | |
| --- | --- | --- | --- | --- | --- | --- |
| Bezirk Braničevo | 200.503 | 14.083 | 76.300 (38,5 %) | | | |
| Veliko Gradište | 20.659 | 354 | 3.800 (18,1 %) | | | |
| Golubac | 9.913 | 870 | 5.200 (52 %) | | | |
| Žabari | 13.034 | 342 | 2.000 (15,4 %) | | | |
| Žagubica | 14.823 | 3.268 | 11.400 (76 %) | | | |
| Kučevo | 18.808 | 5.204 | 15.700 (82,6 %) | | | |
| Malo Crniće | 13.853 | 401 | 6.100 (43,8 %) | | | |
| Petrovac | 34.511 | 3.535 | 18.200 (52,8 %) | | | |
| Požarevac | 74.902 | 109 | 13.900 (18,6 %) | | | |
| Bezirk Bor | 146.551 | 16.449 | 109.900 (74,99 %) | | | |
| Bor | 55.817 | 10.064 | 46.100 (82,2 %) | | | |
| Kladovo | 23.613 | 568 | 16.300 (74,1 %) | | | |
| Majdanpek | 23.703 | 2.817 | 18.600 (78,2 %) | | | |
| Negotin | 43.418 | 3.000 | 28.900 (65,8 %) | | | |
| Bezirk Zaječar | 137.561 | 7.155 | 27.100 (19,7 %) | | | |
| Boljevac | 15.849 | 4.162 | 10.200 (63,8 %) | | | |
| Zaječar | 65.969 | 2.981 | 16.100 (24,4 %) | | | |
| Knjaževac | 37.142 | 3 | 600 (1,62 %) | | | |
| Sokobanja | 18.571 | 9 | 200 (1,05 %) | | | |
| Bezirk Pomoravlje | 227.435 | 2.049 | 33.200 (14,6 %) | | | |
| Despotovac | 25.611 | 427 | 16.600 (64,82 %) | | | |
| Jagodina | 70.894 | 30 | 1.400 (1,97 %) | | | |
| Paraćin | 58.301 | 1 | 700 (1,2 %) | | | |
| Rekovac | 13.551 | 0 | 0 | | | |
| Svilajnac | 25.511 | 235 | 10.300 (40,37 %) | | | |
| Ćuprija | 33.567 | 1.356 | 4.200 (12,5 %) | | | |
| Bezirk Podunavlje | 226.589 | 44 | 8.800 (3,88 %) | | | |
| Smederevo | 109.809 | 9 | 4.800 (4,5 %) | | | |
| Velika Plana | 44.470 | 35 | 4.000 (9,1 %) | | | |
| Bezirk Nišava | | | | | | |
| Svrljig | 17.284 | 1 | 400 (1,78 %) | | | |
| Insgesamt in Ostserbien | | 39.882 | 245.700 | | | |
| Belgrad | 1.373.651 | 71 | | | | |
| Zentralserbien (insgesamt) | 5.466.009 | 39.953 | 260.000 | | | |
| Vojvodina | 2.031992 | 101 | 35.000 | | | |
| Serbien (insgesamt) | 7.498.001 | 40.054 | 300.000 (4 %) | | | |
| Quelle: serbische Volkszählung von 2002 Die Einschätzungen der rumänischen und walachischen Organisationen aus der letzten Spalte basieren auf Ergebnisse älterer Volkszählungen berechnet worden. | | | | | | |